# Opus marmoratum

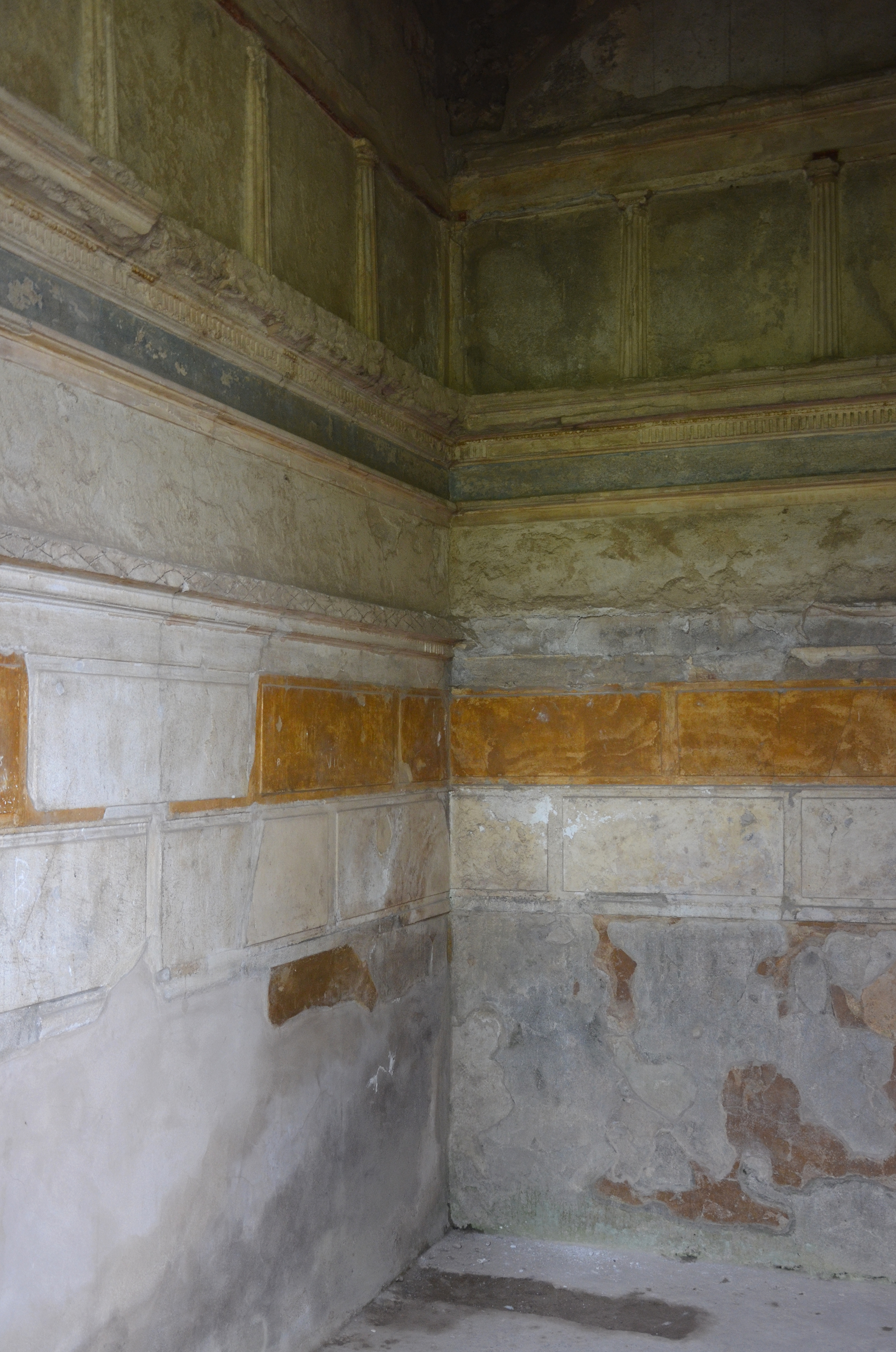
Resten opus marmoratum in het huis van het schip Europa, Pompeï.

Opus marmoratum, soms ook wel caementum marmoreum genoemd, is Romeins pleisterwerk waarmee de binnen- en buitenmuren van gebouwen afgewerkt werden.
Opus marmoratum was de Romeinse variant van terrazzo, bestaande uit pleisterkalk waaraan wit marmerpoeder was toegevoegd. Het werd meestal in vier tot zes lagen aangebracht, waardoor de dikte van de pleisterlaag circa drie tot zes cm werd. De eerste lagen bestonden uit gewoon pleister, de bovenste twee of drie lagen bestonden uit opus marmoratum. De bovenlaag werd daarna gepolijst voor een nog gladder resultaat. Muren die volgens deze techniek bepleisterd werden zagen eruit alsof ze van echt wit marmer waren. De hardheid en duurzaamheid deden bovendien weinig onder voor natuursteen. De termen opus albarium en opus marmoratum werden overigens vaak door elkaar gebruikt. Marmorino uit de Renaissance was een vergelijkbare techniek.